# Molophilus parvispiculus
Molophilus parvispiculus är en tvåvingeart som beskrevs av Alexander 1976. Molophilus parvispiculus ingår i släktet Molophilus och familjen småharkrankar.
Artens utbredningsområde är Ecuador. Inga underarter finns listade i Catalogue of Life.